# Bala Hisar
Bala Hisar – zbudowana w V lub VI wieku cytadela położona na południe od Kabulu. Grafika przedstawiająca tę budowlę widnieje na banknocie o nominale 5 afgani.

## Historia
Budynek był użytkowany przez Wielkich Mogołów w XVI i XVII wieku, zamieszkiwał w niej Babur – założyciel państwa mogolskiego. Pod koniec XVIII wieku cytadela została przebudowana.
W 1879 roku budowla została zajęta przez wojska brytyjskie oraz częściowo zniszczona. Pełniła następnie funkcję arsenału oraz więzienia, a w latach 90. XX wieku ponownie doznała uszkodzeń w związku z działaniami wojennymi. Miejsce pełniło później funkcję obiektu wojskowego, a następnie stanowiska archeologicznego.
W 2020 roku rozpoczęły się prace renowacyjne, które zostały sfinansowane przez rząd Indii.